# ビュッフェ・クランポン
Buffet Crampon S.A.S（ビュッフェ・クランポン）は木管楽器を製作するフランスの企業。
日本法人は株式会社ビュッフェ･クランポン・ジャパン（東京都江東区東陽4-8-17）。

## 歴史
1825年パリ市内のパッサージュ・デュ・グラン・セルフ（牡鹿小路）で誕生した。1839年ベーム・システムのクラリネットをクラリネット奏者のH.クローゼと協力して開発した。サクソフォーンも考案者アドルフ・サックスの特許権が切れるとすぐに改良に着手した。
日本法人は1967年に作曲家の保良 徹が設立。

## 現在
ヨーロッパ統合の流れに乗ってシュライバー社やユリウス・カイルヴェルト社を買収し、高品質の木管楽器を作り続けている。
また近年は木管楽器に留まらず、アントワンヌ・クルトワ、ベッソン、B&S、シェルツァー、ハンスホイヤーなどの金管楽器ブランドも傘下に収めている。
現在では主にクラリネット、サックス、オーボエ、フレンチバソンやクラリネット用のデジタルミュートなどを生産している。